# Serra Azul
Serra Azul is een gemeente in de Braziliaanse deelstaat São Paulo. De gemeente telt 10.121 inwoners (schatting 2009).

## Aangrenzende gemeenten
De gemeente grenst aan Cajuru, Cravinhos, Santa Cruz da Esperança, São Simão en Serrana.